# Taepodong-2
Taepodong 2 (korejsky: 대포동 2호) je severokorejská balistická raketa dlouhého doletu. Podle odhadů by měla být se svým doletem 6 700 km schopna zasáhnout i Aljašku a západní pobřeží USA. Spekuluje se[kdo?] o nošení jaderných hlavic.
Raketa je zatím ve vývoji, 4. července 2005 byla neúspěšně testována.